# 奥山コーシン
奥山 コーシン（おくやま コーシン、本名：戸波 侊伸（となみ てるのぶ）、1938年〈昭和13年〉11月18日 - 2023年（令和5年）5月24日）は、日本のラジオパーソナリティ、放送作家、作詞家。社団法人日本放送作家協会理事。放送作家としての名は奥山侊伸（おくやま てるのぶ）。通称は『おくちゃん』。北海道旭川市出身。北海道旭川東高等学校卒業。門下の一人に秋元康がいる。

## 人物
- 1958年　上京。三鷹市にあった親類の酒店勤務を皮切りにジャズ喫茶店のボーイを経験。ジャズバンドのマネージャであった前田武彦の知遇を得る。後に前田や青島幸男のアシスタントを経て放送作家となる。
- 1973年　作家集団ペンタゴンを経て大橋巨泉事務所（現・オーケープロダクション）に放送作家として所属。
- 1984年　放送作家集団DNP設立。代表に就任。
- 1996年　落語立川流Bコース（芸能人・著名人コース）に入門、2000年5月、高座名「立川侊志ん」襲名。

- 青島が以前スタジオパークからこんにちはに出演した際に「秋元康君は私の一門の奥山の弟子」と話した事がある[要出典]。また歌謡ポップスチャンネルで放送された藤井隆の胸キュン!アイドル天国にゲスト出演したときにも同様のことを藤井隆からエピソードとして紹介された[2]。
- 2012年  6月11日～20日、新宿末廣亭中席夜の部に「立川侊志ん」として出演 。初日は代演として永六輔が登場した[3][注釈 1]。
- 2023年 5月24日、低酸素脳症のため東京都内の病院で死去。84歳没[1]。訃報は桂竹丸や立川こしらなどゆかりの深い人物が直後にラジオやwebで語ったりした後、約一か月後に正式に公表された。

## 出演番組
TBSラジオ
- 愛川欽也のパックインミュージック（火曜深夜に放送）通称『水曜パック』。1974年頃〜
- 月刊 愛川欽也 キンキンのパックインミュージック（日曜深夜・試験電波の時間帯に、月一回放送。）通称『欽チャコパック』。
- せんみつのわくわくサンデー〜只今ヒット中〜

STVラジオ
- 奥山コーシンの日よう朝から生ワイド
- 奥山コーシンの日よういっぱい生ワイド 9時間生放送
- STVラジオ魂（STVラジオ、2012年1月23日）

この日は通常の1時間枠（20時台）を3時間（18:00-21:00）に拡大したスペシャル版で「月曜日でも日よういっぱい生ワイド!?」として放送され、みのや雅彦、内山佳子とともに出演。
ラジオ日本
- コーシン・なおとのバチバチ電波注意報

全国AM局数局
- 奥山コーシンの世界史たまご
- 鈴木奈々のナナ転び八起き（かしわプロダクション制作、2015年4月 - 2017年4月、STVラジオ・BSN・IBS・YBS・KRY・JRT・RKC・GBS他AM局）
  - 鈴木奈々からは「コーシンちゃん」と呼ばれている。
- イマルのナナ転び八起き（かしわプロダクション制作、2017年5月 - 2017年9月)
- まるごとIMALU（かしわプロダクション制作、2017年10月 - 2021年3月)
- 奥山コーシンの毎日が行進（AM局）

FMりべーる
- コーシンのいっしょけんめい!

毎週日曜日の放送だが、2週おきに1回のペースで生放送と翌週放送分の事前収録を一括して行なっている。

## 主な構成番組
日本テレビ系
- シャボン玉ホリデー[1]
- 巨泉×前武ゲバゲバ90分!
- 11PM
- 大きなお世話だ!（監修）
- 鶴ちゃんのプッツン5（監修）

TBS系
- 8時だョ!全員集合[1]
- お笑い頭の体操
- クイズダービー
- ザ・ベストテン
- ロッテ 歌のアルバム
- シャボン玉こんにちは
- アッコにおまかせ!（初期のみ）
- 世界まるごとHOWマッチ（毎日放送制作）

フジテレビ系
- 新春かくし芸大会
- リブ・ヤング!
- ミュージックフェア
- なるほど!ザ・ワールド
- オールナイトフジ
- 夕やけニャンニャン
- ものまね王座決定戦（一時期、監修を担当）
- 世界の超豪華・珍品料理

ほか

## 主な著作
- ずっこけ亭主 アンディキャップ（作)REGINALD SMYTHE  、(翻訳）大橋巨泉・ 奥山侊伸（1970年、ツル・コミック）
- かもめのミナサン 奥山侊伸スタジオ遊泳（1975年、立風書房）
- 武蔵には二本の刀は重かった
- 放送作家は万年新人募集(1979年、エムオン・エンターテイメント）
- たかがラーメン、されどラーメン（1982年、主婦の友社）
- 芸能界あいうえお（1996年、たちばな出版）
- 放送作家が教える売れる雑談（2010年、産経新聞出版)
- 昭和のテレビと昭和のあなた（2017年、海豹舎）

## 主な楽曲
- わすれたいのに
  - 作詞：Larry Kolber　作曲：Barry Mann　日本語詞：奥山侊伸　歌：モコ・ビーバー・オリーブ
- カッコマン・ブギ
  - 作詞：奥山侊伸　作曲：宇崎竜童　歌：ダウン・タウン・ブギウギ・バンド
- 夕日の沈む頃
  - 作詞：奥山侊伸　作曲：信楽順三　歌：奥山コーシン
- 都会をあとに
  - 作詞：奥山侊伸　作曲・編曲：前田憲男　歌：大橋巨泉とザ・サラブレッズ
- 桃尻娘（映画「桃尻娘」主題歌）
  - 作詞：奥山侊伸　作曲：長戸大幸　歌：ピンク・ヒップ・ガール
- アメリカ橋
  - 作詞：奥山侊伸　作曲：信楽順三　編曲：船山基紀　歌：湖東美歌（ほか、奥山自身が歌唱するセルフカバー版のほか、狩人のカバー版（編曲：田辺信一）もリリースされている）
- 愛の破片
  - 作詞：奥山侊伸　作曲：猪俣公章　編曲：前田俊明　歌：奥山コーシン
- 何かいいことありそうな
  - 作詞：奥山侊伸　作曲・編曲：坂田晃一　歌：坂本九
- 主人の母でなかったら
  - 作詞：ケロコ　補作詞：奥山コーシン　作曲：中山大三郎　編曲：逸見良造　歌：ケロコ
- さよなら大三元
  - 作詞：奥山侊伸　作曲：森田公一　編曲：宮本光雄　歌：横山やすし
- 死ね死ねブルース
  - 作詞：奥山侊伸　作・編曲：高田弘　歌：愛川欽也
- 高原の二人
  - 作詞：奥山侊伸　作曲：湯原昌幸　編曲：いしだかつのり　歌：せんだみつお